# Архідам II
Архідам II (грец. Αρχίδαμος Β΄, ? — 427 або 426 до н. е.) — цар Спарти з 469 до н. е. Походив із роду Евріпонтидів.

## Біографія
Відрізнявся твердістю характеру та розумом. Завдяки своїй енергії він з успіхом захистив Спарту від нападу обурених ілотів 464—458 років після страшного землетрусу, який спустошив в 464 року Лаконію (в ході Третьої Мессенської війни).
Йому довелося при всій своїй неприхильність до Пелопоннеської войовничої партії, вести Пелопоннеську армію проти Аттики, але проведені ним в цій країні спустошення (в 431, 430 і 428 — Аттика, в 429 до н. е. — Платеї) не мали вирішального впливу на результат війни.
Був одружений з рідною тіткою Лампіто. Йому наслідували 426 р., його син Агіс II, після якого на спартанський престол вступив, 358 р. онучатий його племінник Архідам III, син Агесілая II, брата Агіса, який заявив себе вправним полководцем під час блискучого захисту Спарти проти Епамінонда. У 343 р. він переміг луканців, а в 338 р. поліг у битві з ними і з мессапійцями при Манфірионі, в день бою при Херонії. Також уславилася донька Архідама II — Киніска, яка двічі стала переможицею Олімпійських ігор.
За іменем Архідама II перший період Пелопоннесської війни (431 — 421 років до н. е.) називається Архідамовою війною.